# Henryk Marian Tomasik
Henryk Marian Tomasik (Luków, 4 gennaio 1946) è un vescovo cattolico polacco, dal 4 gennaio 2021 vescovo emerito di Radom.

## Biografia
Monsignor Henryk Marian Tomasik è nato a Luków il 4 gennaio 1946.

### Formazione e ministero sacerdotale
Ha studiato alla scuola superiore statale di Łuków, dove nel 1963 ha superato l'esame di maturità. Dal 1963 al 1969 ha studiato al seminario teologico superiore "Benedetto XV" di Siedlce. Nel frattempo, a causa della repressione delle autorità comuniste contro la Chiesa, è stato incorporato nell'unità motorizzata di Kołobrzeg, dove è stato di stanza insieme a Sławoj Leszek Głódz, futuro arcivescovo. A causa di problemi di salute, è tornato in seminario dopo aver pronunciato il giuramento militare.
Il 31 maggio 1969 è stato ordinato presbitero per la diocesi di Siedlce nella cattedrale diocesana da monsignor Jan Mazur. Nel 1971 ha iniziato gli studi specialistici in etica presso la Facoltà di filosofia dell'Università Cattolica di Lublino. Si è laureato nel 1974. Dal 1980 ha proseguito gli studi a Lublino, che ha concluso nel 1984 con una tesi intitolata "Persona come essere e norma nella filosofia del card. Karol Wojtyła" conseguendo il dottorato in scienze filosofiche con specializzazione in filosofia teoretica.
Dal 1969 al 1971 è stato vicario parrocchiale della parrocchia di Radoryż Kościelny. È stato co-fondatore e primo cappellano del club intellettuale cattolico che opera a Siedlce dal 1981. Nella stessa città ha organizzato il "Giorno per la cultura cristiana". È stato co-organizzatore del pellegrinaggio al santuario di Częstochowa del 1981. Ha anche lavorato come corrispondente di Siedlce dell'ufficio stampa dell'episcopato polacco, capo del dipartimento religioso della stampa locale di Siedlce e assistente della rivista ecclesiastica Nowe Echo Podlasia. Ha anche fatto parte del consiglio presbiterale.
Nel 1974 è diventato docente presso il seminario maggiore di Siedlce, dove teneva corsi di etica, teodicea, filosofia della religione, antropologia, psicologia e scienze sociali cattoliche. Allo stesso tempo, ha guidato seminari e incontri di preghiera e sulla Bibbia per studenti. Nel settembre del 1975 è stato nominato cappellano accademico. Dal 1978 al 1980 e dal 1982 al 1992 è stato sacerdote accademico diocesano. È stato anche assistente della gioventù accademica e, dal 1982, responsabile della pastorale universitaria diocesana.
Nel 1988, per nomina del primate Józef Glemp, è stato censore degli scritti del servo di Dio Ignacy Kłopotowski. Nel 1989 è diventato membro della commissione episcopale polacca per gli affari pastorali accademici. Nel 1989 è stato nominato canonico onorario e nel 1992 canonico del capitolo della cattedrale dell'Immacolata Concezione di Maria Vergine di Siedlce.

### Ministero episcopale
Il 21 novembre 1992 papa Giovanni Paolo II lo ha nominato vescovo ausiliare di Drohiczyn e titolare di Forno Minore. Ha ricevuto l'ordinazione episcopale il 6 gennaio successivo nella basilica di San Pietro in Vaticano dallo stesso pontefice, co-consacranti gli arcivescovi Giovanni Battista Re, Sostituto per gli Affari Generali della Segreteria di Stato, e Justin Francis Rigali, segretario della Congregazione per i vescovi. Come motto ha scelto l'espressione "Adveniat Regnum Tuum" tratta dalla preghiera del Padre nostro. La sua attività nella diocesi di Siedlce è ufficialmente iniziata il 19 gennaio 1993 quando è stato nominato vicario generale. Dal 1993 al 1996 è stato direttore del collegio teologico diocesano di Siedlce. Ha lavorato presso il Dipartimento di dottrina cattolica, come membro della commissione per il Fondo di intervento diocesano e come segretario del secondo sinodo diocesano. Ha partecipato ai lavori per il processo di beatificazione di Wincenty Lewoniuk e dei suoi dodici compagni di Pratulina. Questo gruppo di persone di fede greco-cattolica fu ucciso da un gruppo di soldati russi nel 1874. Essi si opposero al trasferimento della loro chiesa all'Ortodossia.
Ha fatto parte del gruppo che ha organizzato la visita di papa Giovanni Paolo II a Siedlce, nell'ambito del viaggio apostolico in Polonia del 1999. Nel 1994 è stato nominato prevosto del capitolo della cattedrale di Siedlce.
Il 16 ottobre 2009 papa Benedetto XVI lo ha nominato vescovo di Radom. Ha preso possesso della diocesi il 12 novembre successivo e due giorni dopo è entrato ufficialmente nella cattedrale di Santa Maria a Radom. Nel 2010 ha istituito la squadra diocesana per l'attuazione dei programmi di assistenza. Nel 2012 ha ripreso il lavoro del secondo sinodo della diocesi di Radom e ha anche costituito il consiglio pastorale diocesano. Su sua richiesta, nel 2012 la Santa Sede ha istituito San Bartolomeo patrono del distretto di Opoczno. Ha avviato la ripresa degli appelli per la gioventù, che si tengono ogni anno a settembre a Radom, così come la lettura nelle chiese della diocesi delle catechesi liturgiche che contribuiscono ad accrescere la consapevolezza liturgica dei fedeli.
In seno alla Conferenza episcopale polacca è stato delegato per le Giornata Mondiale della Gioventù dal 1995. In stretta collaborazione con il Pontificio consiglio per i laici e i comitati locali dei paesi ospitanti, ha preparato decine di migliaia di giovani polacchi a partecipare ad ogni incontro mondiale con il papa ed è stato invitato dalla Santa Sede come catechista a tutte le GMG. Ha anche organizzato incontri di sacerdoti, che si svolgono nell'ambito del Forum nazionale di pastorale giovanile. È stato anche incaricato nazionale per la pastorale giovanile dal 1998 al 2015  e delegato per l'Associazione di Gioventù Cattolica dal 2004. Nel 2007 ha assunto la carica di presidente del consiglio per la pastorale giovanile. È diventato membro della commissione per l'educazione cattolica, della commissione per la pastorale e del consiglio per le migrazioni, il turismo e i pellegrinaggi nel 2001 e membro del consiglio per la famiglia nel 2006. Ha anche lavorato nel comitato per la diaspora polacca e i polacchi all'estero.
Nel 2014 è stato incluso nella confraternita dell'Ordine di San Paolo primo eremita.
Nel febbraio del 2014 ha compiuto la visita ad limina.
Nel 2015 ha ricevuto un dottorato ad honorem dall'Università di scienze naturali e umanistiche di Siedlce.
Il 4 gennaio 2021 papa Francesco ha accettato la sua rinuncia al governo pastorale della diocesi di Radom, chiamando a succedergli monsignor Marek Solarczyk, dal 2011 vescovo ausiliare di Varsavia-Praga. Ha continuato a reggere la diocesi come amministratore apostolico fino alla presa di possesso del suo successore, l'8 gennaio 2021.

## Genealogia episcopale
La genealogia episcopale è:
- Cardinale Scipione Rebiba
- Cardinale Giulio Antonio Santorio
- Cardinale Girolamo Bernerio, O.P.
- Arcivescovo Galeazzo Sanvitale
- Cardinale Ludovico Ludovisi
- Cardinale Luigi Caetani
- Cardinale Ulderico Carpegna
- Cardinale Paluzzo Paluzzi Altieri Degli Albertoni
- Papa Benedetto XIII
- Papa Benedetto XIV
- Papa Clemente XIII
- Cardinale Enrico Benedetto Stuart
- Papa Leone XII
- Cardinale Chiarissimo Falconieri Mellini
- Cardinale Camillo Di Pietro
- Cardinale Mieczysław Halka Ledóchowski
- Cardinale Jan Maurycy Paweł Puzyna de Kosielsko
- Arcivescovo Józef Bilczewski
- Arcivescovo Bolesław Twardowski
- Arcivescovo Eugeniusz Baziak
- Papa Giovanni Paolo II
- Vescovo Henryk Marian Tomasik